# Matipu
Les Matipu sont un peuple amérindien du Haut-Xingu (région et système culturel), vivant dans le Parc Indigène du Xingu, dans le Mato Grosso au Brésil.

## Langue
Ils parlent une langue de la famille linguistique caribe.